# Narodowe Centrum Kultury
Narodowe Centrum Kultury (NCK) – państwowa instytucja kultury, której statutowym zadaniem jest podejmowanie działań na rzecz rozwoju kultury w Polsce. NCK realizuje szerokie spektrum działań z zakresu dziedzictwa narodowego, edukacji historycznej i patriotycznej, kreowania zainteresowania kulturą oraz podnoszenia kwalifikacji pracowników kultury. W ramach swojej działalności NCK prowadzi własne programy długofalowe oraz projekty jednorazowe, a także projekty partnerskie z innymi podmiotami sektora kultury. Instytucja zarządza również programami Ministra Kultury, Dziedzictwa Narodowego i Sportu.
W obecnym kształcie instytucja istnieje od 2006 roku, działając na podstawie zarządzenia nr 8 Ministra Kultury i Dziedzictwa Narodowego z dnia 14 marca 2006 r. „W sprawie nadania statutu państwowej instytucji kultury Narodowemu Centrum Kultury”.

## Dyrektorzy
- Marek Mutor (2006–2007)
- Krzysztof Dudek (2007–2016)
- Marek Mutor (w 2016)
- Eliza Dzwonkiewicz (2016–2017, p.o.)
- Rafał Wiśniewski (2017–2024)
- Robert Piaskowski (od 2024)[1]

## Historia Narodowego Centrum Kultury
Historia NCK sięga roku 1950, kiedy przy ówczesnym Departamencie Amatorskiego Ruchu Artystycznego Ministerstwa Kultury i Sztuki została powołana Centralna Poradnia Świetlicowa i Wzorcownia Artystyczna. Zmiana kierunku działalności powstałej w latach 50. instytucji zaowocowała jej przemianowaniem na Ośrodek Instrukcyjno-Metodyczny Pracy Kulturalno-Oświatowej. W latach sześćdziesiątych, już jako samodzielna jednostka, oderwana od Ministerstwa Kultury i Sztuki, ośrodek funkcjonował jako Centralna Poradnia Ruchu Artystycznego, rozszerzając zakres swojej działalności o sekcję oświatową.
W 2002 roku nastąpiło połączenie Centrum Animacji Kultury, Instytutu Dziedzictwa Narodowego oraz Krajowego Ośrodka Dokumentacji Regionalnych Towarzystw Kulturalnych. W ten sposób powstało Narodowe Centrum Kultury. Nowa instytucja przejęła część zadań CAK, IDN i KODRTK rozszerzając jednocześnie zakres swojego działania o nowe projekty i programy.
Od maja 2005 r. do marca 2006 r. część działań Centrum realizowana była w ramach Instytutu im. Adama Mickiewicza – instytucji powstałej w wyniku połączenia przez Ministra Kultury dwu pierwotnie samodzielnych jednostek: Instytutu Adama Mickiewicza oraz Narodowego Centrum Kultury. W pierwotnym kształcie NCK zostało utworzone w maju 2002 r. z połączenia Centrum Animacji Kultury, Instytutu Dziedzictwa Narodowego i Ośrodka Dokumentacji Regionalnych Towarzystw Kulturalnych.
NCK należy do ENCATC (European Network of Cultural Administration Training Centers). Misją ENCATC jest stymulowanie i zachęcanie do rozwoju kultury szczególnie w zakresie zarządzania, polityki edukacji kulturalnej i określania jej strategii w obliczu wielkich zmian zachodzących w dziedzinach kultury, sztuki i mediów.

## Misja
Zgodnie z zapisami rozdziału II §4 statutu misją Narodowego Centrum Kultury jest:
- podtrzymywanie i upowszechnianie tradycji narodowej i państwowej,
- promocja polskiego dziedzictwa narodowego, jako ważnego elementu europejskiego dziedzictwa kulturowego,
- edukacja kulturalna oraz kreowanie zainteresowania kulturą i sztuką,
- inspirowanie i wspomaganie działających w sferze kultury i dziedzictwa narodowego ruchów społecznych oraz organizacji pozarządowych,
- prowadzenie informacji kulturalnej oraz prac badawczych i eksperckich w zakresie kultury i dziedzictwa narodowego oraz gromadzenie, przetwarzanie i udostępnianie informacji o procesach zachodzących w działalności kulturalnej, szczególnie tej nadzorowanej przez samorządy terytorialne,
- pozyskiwanie środków pozabudżetowych z funduszy krajowych i zagranicznych, w tym Unii Europejskiej i wykorzystywanie ich na realizację zadań Centrum,
- stwarzanie możliwości podwyższania kwalifikacji kadr zajmujących się działalnością kulturalną oraz wymiany doświadczeń w tym zakresie.

Wypełniając misję, Narodowe Centrum Kultury wyznacza sobie dwa równorzędne cele strategiczne:
- edukacja kulturalna,
- profesjonalizacja sektora kultury.

## Odbiorcy działań
Działalność NCK skierowana jest do zróżnicowanych grup odbiorców:
- młodzież szkolna, studenci i absolwenci,
- artyści i młodzi twórcy,
- pracownicy sektora kultury,
- instytucje i organizacje działające w sferze kultury.
- szeroko rozumiana grupa odbiorców / uczestników kultury.

## Publikacje[2]
Narodowe Centrum Kultury w swojej działalności wydawniczej zajmuje się profesjonalizacją sektora kultury, badaniami w zakresie kultury, promocją dziedzictwa narodowego i sztuki, a także edukacją kulturalną. W ofercie wydawniczej NCK znajdują się zarówno publikacje papierowe jak i elektroniczne.
Serie wydawnicze NCK:
- Biblioteka Kultury Współczesnej
- Edukacja + Animacja
- Konteksty
- Kultura się liczy!
- Kultura Współczesna
- Kurs na kulturę
- Ojczysty – dodaj do ulubionych
- Zwrotnice czasu
- Czas fantastyki
- Historia Muzyki Polskiej
- Badania i raporty
- Biblioteka Staropolskiej Myśli Politycznej
- Biblioteka Katyńska

Publikacje NCK są dostępne w księgarniach stacjonarnych przy ul. Płockiej 13 i ul. Krakowskie Przedmieście 15/17 w Warszawie oraz e-księgarni NCK.

## Galeria Kordegarda
Galeria Kordegarda to prowadzona przez Narodowe Centrum Kultury przestrzeń służąca prezentacji prac artystycznych oraz prowadzeniu działalności edukacyjnej wpisanej w kontekst życia społecznego.
Program wystawienniczy galerii Kordegarda obejmuje:
- prezentację najważniejszych artystów współczesnych, twórczości alternatywnej i sztuki klasycznej.
- zestawia w tej samej przestrzeni nurty polskiej sztuki i kultury, które zwykle nie występują razem.

Kordegarda współpracuje również z licznymi partnerami, którzy prezentują wystawy gościnne. Wystawom towarzyszą liczne spotkania, koncerty, warsztaty. Kordegarda prowadzi również stałą działalność interdyscyplinarną, która obejmuje różne formy sztuk.

## Projekty internetowe

### Pracuj w kulturze[3]
Projekt Pracuj w kulturze powstał w odpowiedzi na potrzebę wyodrębnienia specyficznego obszaru na rynku zatrudnienia, jakim jest praca w sektorze kultury. Projekt ten jest miejscem łączącym profesjonalistów branży kulturalnej.

### Audycje Kulturalne[4]
Audycje Kulturalne są kontynuacją i rozwinięciem projektu eNCeK Radio, zainaugurowanego w październiku 2014 roku. Organizatorem medium pozostaje Narodowe Centrum Kultury, a jego redaktorem naczelnym – Marek Horodniczy. Audycje Kulturalne zapraszają inne rozgłośnie radiowe do emitowania swoich materiałów – jest to darmowe (po zaakceptowaniu warunków licencji).

## Programy
Narodowe Centrum Kultury realizuje liczne projekty jednorazowe oraz programy długofalowe, m.in.:

### Konwersja Cyfrowa Domów Kultury
16 kwietnia 2021 r. Narodowe Centrum Kultury uruchomiło nabór do konkursu grantowego w ramach projektu pn. Konwersja cyfrowa domów kultury. Celem projektu, wspierającego lokalne instytucje kultury, którego budżet przekracza 31 mln zł, jest wyposażenie domów, centrów i ośrodków kultury w kompetencje i umiejętności w zakresie wykorzystywania narzędzi cyfrowych oraz zakup sprzętu i infrastruktury informatycznej niezbędnych do prowadzenia online i/lub w formie cyfrowej działań edukacyjnych i animacyjnych dla lokalnych społeczności.
Konwersja cyfrowa domów kultury to projekt o charakterze systemowym, finansowany ze środków Unii Europejskiej w ramach Programu Operacyjnego Polska Cyfrowa. Projekt na charakter konkursowy i składa się z dwóch komponentów:
1. kompleksowego programu szkoleniowego i wsparcia tutorów cyfrowych, które obejmą wszystkie samorządowe instytucje kultury zakwalifikowane do udziału w Konwersji cyfrowej DK,
2. indywidualnych grantów dla poszczególnych instytucji
  1. zakup sprzętu komputerowego, akcesoriów, sprzętu do przeprowadzania transmisji on-line (audio-video, nagłośnieniowego);
  2. zakup elementów wyposażenia cyfrowego sal multimedialnych / sal AR (projektory, ekrany, rzutniki multimedialne, urządzenia audio, oprogramowanie), do realizacji streamingów on-line, realizacji TV i innych działań multimedialnych (np. wyświetlanie wizualizacji, mapping itp.), studiów nagrań, radiowych, lektorskich, podcastowych;
  3. zakup oprogramowania i licencji;
  4. pokrycie kosztów dostosowania realizowanych działań do potrzeb osób z niepełnosprawnościami: zakup sprzętu (pętle indukcyjne itp.), przygotowanie ścieżek edukacyjnych dla osób z różnymi rodzajami niepełnosprawności, filmów w PJM/SJM/SKOGN, udostępnienie stron www / aplikacji.
  5. dodatkowe szkolenia, wynikające ze specyficznych potrzeb danej instytucji i podejmowanych przez nią działań, o ile nie zostaną one uwzględnione w obligatoryjnym programie szkoleniowym, za którego organizację odpowiada Narodowe Centrum Kultury[5].

### EUFONIE – Międzynarodowy Festiwal Muzyki Europy Środkowo-Wschodniej[6]
Ideą Festiwalu jest przedstawienie dorobku kulturowego Europy Środkowo-Wschodniej. Program Festiwalu jest wielowątkowy, zróżnicowany tematycznie i formalnie – od klasyki po muzykę współczesną i młodych kompozytorów, od dzieł symfonicznych po ambitną muzykę popularną, folk i eksperymentalną elektronikę.
Pierwsza edycja Festiwalu odbyła się w dn. 23 listopada – 1 grudnia 2018 w Warszawie. Festiwal przyciągnął ponad 7000 słuchaczy. Sale koncertowe, w których miały miejsce wydarzenia festiwalowe to:Teatr Wielki – Opera Narodowa, Filharmonia Narodowa w Warszawie, Teatr Polski im. Arnolda Szyfmana, Teatr WARSawy, Muzeum Kolekcji im. Jana Pawła II. Podczas Festiwalu zorganizowano również dwudniową Międzynarodową Konferencję Muzykologiczną na Wydziale Muzykologii Uniwersytetu Warszawskiego w Pałacu Tyszkiewiczów-Potockich. Przez dziewięć dni w pięciu salach odbyło się 11 koncertów. I Międzynarodowy Festiwal Muzyki Europy Środkowo-Wschodniej EUFONIE zorganizowano w ramach obchodów stulecia odzyskania przez Polskę niepodległości.
Druga edycja festiwalu odbyła się w dniach 15 – 23 listopada 2019 w Warszawie. Koncerty odbył się w Filharmonii Narodowej, Klubie Hybrydy, bazylice Najświętszego Serca Jezusowego, Zamku Królewskim w Warszawie, Muzeum Kolekcji im. Jana Pawła II, Teatrze Palladium i bazylice archikatedralnej św. Jana Chrzciciela. Podczas festiwalu mogliśmy usłyszeć m.in.: Davida Krakauera, chór Collegium Musicale, AUKSO – Orkiestrę Kameralną Miasta Tychy,  Jana Frycza, Adama Struga z zespołem Monodia Polska, Leticię Moreno, Francesco Tristano, I, CULTURE Orchestra i wielu innych artystów.
Trzecia edycja festiwalu, planowana na listopad 2020 r., została odwołana ze względu na pandemię i przełożona na 2021 r.

### Ojczysty – dodaj do ulubionych[7]
Kampania społeczno-edukacyjna „Ojczysty – dodaj do ulubionych” ma przypominać o roli i miejscu języka ojczystego w życiu Polaków; ma przyczynić się do podnoszenia świadomości językowej, do ugruntowania poczucia, że polszczyzna jest tworzona przez każdego użytkownika i że to każdy z nas jest za nią odpowiedzialny. Język jest wartością samą w sobie, jest wspólnym dobrem, dlatego wszyscy powinniśmy o niego dbać.
Kampania „Ojczysty – dodaj do ulubionych” została zainaugurowana 20 lutego 2012, podczas konferencji prasowej w warszawskiej Galerii „Kordegarda”, w przeddzień Międzynarodowego Dnia Języka Ojczystego.

### Kultura – Interwencje[8]
Celem strategicznym programu Kultura – Interwencje jest tworzenie warunków dla wzmacniania tożsamości i uczestnictwa w kulturze na poziomie regionalnym, lokalnym i krajowym poprzez finansowe wsparcie realizacji projektów upowszechniających dorobek kultury i zwiększających obecność kultury w życiu społecznym.
Koncepcja programu jest oparta na założeniu, że uczestnictwo w kulturze sprzyja podnoszeniu kompetencji społeczeństwa, tworzeniu warunków do rozwijania aktywności twórczej i przygotowaniu obywateli do aktywnego udziału w różnych formach życia społecznego.
O wsparcie w ramach programu Kultura – Interwencje ubiegać mogą się zarówno samorządowe instytucje kultury (z wyłączeniem instytucji współprowadzonych przez Ministra oraz jednostki samorządu terytorialnego), jak i organizacje pozarządowe.

### Rozwój infrastruktury kultury – Infrastruktura Domów Kultury[10]
Celem priorytetu jest zapewnienie optymalnych warunków dla działalności domów i ośrodków kultury oraz centrów kultury i sztuki w zakresie edukacji kulturalnej i animacji kultury poprzez modernizację i rozbudowę ich infrastruktury.

### Dom Kultury Plus[11]
Program Dom Kultury+ realizowany jest zgodnie z założeniami Paktu dla Kultury. Organizatorem programu jest Narodowe Centrum Kultury.
Celem działań podejmowanych w ramach programu jest poszerzenie dostępu do kultury, stworzenie warunków sprzyjających rozwojowi współpracy, komunikacji, pobudzenie aktywności obywatelskiej w przestrzeni kultury, wykreowanie warunków sprzyjających nowoczesnej edukacji kulturalnej i artystycznej.
Zgodnie z założeniami modelowy dom kultury powinien:
- posiadać umiejętność budowy strategii rozwoju i funkcjonowania w oparciu o analizę lokalnej sytuacji społeczno-ekonomicznej,
- być aktywnym uczestnikiem życia społecznego w danej gminie,
- stwarzać możliwości wielostronnej edukacji kulturalnej,
- być otwartym na wszystkie grupy społeczne,
- kształcić postawy aktywnego uczestnictwa w kulturze,
- angażować artystów w życie kulturalne społeczności lokalnych,
- integrować społeczności lokalne za pomocą działań kulturalnych,
- przeciwdziałać wykluczeniu społecznemu i jego skutkom,
- przyczyniać się do rozwoju gminy,
- być moderatorem dialogu w społeczności lokalnej,
- budować postawy otwartości i tolerancji.

### Kadra Kultury[12]
Program Kadra Kultury stwarza możliwości podnoszenia kompetencji kadry zarządzającej oraz przygotowania specjalistów pod kierunkiem polskich i zagranicznych ekspertów tak, aby nowocześnie zarządzane placówki, stały się centrami lokalnej aktywności twórczej otwartymi na potrzeby coraz bardziej wymagających odbiorców.
Cele programu:
- promowanie nowoczesnych standardów zarządzania instytucjami kultury,
- wsparcie rozwoju kompetencji zarządczych pracowników sektora kultury,
- stymulowanie międzynarodowej współpracy kulturalnej,
- wspieranie procesu ewolucji sektora kultury w Polsce,
- włączanie kultury do działań o charakterze społeczno-gospodarczym.

Elementy programu:
- Szkolenia,
- Międzynarodowy projekt szkoleniowy,
- Kursy kwalifikacyjne,
- Doradztwo,
- Pracuj w kulturze.

Program powstał w oparciu o standardy wypracowane podczas realizacji funkcjonującego w latach 2003-2009 programu Polskie regiony w europejskiej przestrzeni kulturowej, w ramach którego przeszkolono blisko 4000 pracowników sektora kultury. Narodowe Centrum Kultury jako pierwsza instytucja w Polsce została objęta patronatem Ministerstwa Rozwoju Regionalnego w zakresie szkoleń dotyczących instrumentów strukturalnych UE.

### Wschód Kultury[13]
Wschód Kultury to nowa forma współpracy kulturalnej miast Polski Wschodniej z krajami Partnerstwa Wschodniego. Po raz pierwszy na taką skalę trzy miasta – Białystok, Lublin, Rzeszów odkrywają nowe możliwości współdziałania środowisk na rzecz obiegu kultury ponad granicami, wymiany artystycznej i kulturalnej, mobilności artystów i dzieł. Projekt powstał dzięki zaangażowaniu środowisk twórczych i samorządów wschodniej Polski, Ministerstwa Kultury, Dziedzictwa Narodowego i Sportu oraz Narodowego Centrum Kultury.

### Kultura Współczesna[14]
Kwartalnik „Kultura Współczesna. Teorie. Interpretacje. Praktyka” wydawany jest nieprzerwanie od 1993 roku – najpierw przez Instytut Kultury, a od 2003 roku przez Narodowe Centrum Kultury. W 2005 roku pismo stało się forum Polskiego Towarzystwa Kulturoznawczego.
Poświęcone jest najbardziej aktualnym zagadnieniom z obszaru kultury i nauk o kulturze. Pismo zachowując status kwartalnika naukowego o wyraźnym kulturoznawczym rodowodzie, wpisującego się w najbardziej aktualne debaty poświęcone kulturze, naukom o kulturze, jak również zjawiskom około kulturowym, jest otwarte na inne środowiska kulturo- i opiniotwórcze w kraju i za granicą, pragnie być forum wymiany myśli i dyskusji wykraczających poza Akademię.
Na mapie polskich czasopism naukowych poświęconych kulturze „Kultura Współczesna” sytuuje się między „Przeglądem Kulturoznawczym” a „Kulturą Popularną”.

### Polsko-Ukraińska Wymiana Młodzieży[15]
Program Narodowego Centrum Kultury współfinansujący projekty obejmujące pobyt grup młodzieży ukraińskiej w Polsce lub pobyt na Ukrainie młodzieży polskiej. Na przykład stypendium „Gaude Polonia”, na warunkach którego uczestnicy przebywają w Polsce przez sześć miesięcy i otrzymują miesięczne stypendium.
Celem wymiany jest przyczynienie się do zmiany nastawienia wobec siebie obu społeczeństw poprzez wytworzenie wspólnoty historycznej oraz wspólnoty współczesnych celów i zadań, jakie stoją przed Polską i Ukrainą.
Program projektu zakłada konieczność poruszenia na spotkaniach polsko-ukraińskich zagadnień z zakresu historia lokalnej, kultury danego regionu oraz języka polskiego i ukraińskiego.
Projekt adresowany jest do szkół, samorządowych instytucji kultury i organizacji pozarządowych.

### Kultura Dostępna[17]
„Kultura Dostępna” to systemowe rozwiązanie, które ma służyć niwelowaniu barier kompetencyjnych, finansowych, szczególnie dla grup narażonych na wykluczenie – to program wdrażany przez Ministerstwo Kultury, Dziedzictwa Narodowego i Sportu od 2015 r. Jego realizacja ma na celu intensyfikowanie i poszerzanie wachlarza inicjatyw ograniczających przeszkody w dostępie do kultury oraz uświadamiających potrzebę uczestnictwa w niej.
Zebrane w kompletny katalog działania całego resortu, podległych mu instytucji oraz samorządowych instytucji kultury skupiają w jednym miejscu inicjatywy kierowane do różnych grup społecznych. Wszystkie działania programowe zakładają współpracę ponadinstytucjonalną i międzysektorową, przy jednoczesnym tworzeniu ogólnopolskiej sieci partnerów działających na rzecz udostępniania dóbr kultury oraz informacji o tanich i darmowych wydarzeniach kulturalnych.
W ramach programu NCK realizuje dwa projekty:
- Portal kulturadostepna.pl to prosta w obsłudze wyszukiwarka darmowych i niedrogich wydarzeń kulturalnych w całej Polsce. Oprócz niej serwis zawiera listę ciekawych miejsc, zabytków i instytucji kultury oraz bazę linków do legalnych zasobów kultury on-line.
- Projekt „Kultura dostępna w kinach” umożliwia szerokiej publiczności dostęp do nowych i docenianych polskich filmów. Projekcje odbywają się w każdy czwartek o godz. 18:00 w kinach na terenie całej Polski. Cena biletu to 10 zł.

### Archi-przygody[18]
Program zakresu edukacji architektonicznej stworzony dla dzieci w wieku przedszkolnym i wczesnoszkolnym. Stanowi propozycję przeprowadzenia zajęć o tematyce przybliżającej rozumienie pojęcia architektura, a także wprowadzającej w kulturę życia.
Główne założenia programu skupiają się wokół: 
- sensorycznego nabywania przez dzieci świadomości przestrzeni, w której się poruszają i którą zamieszkują,
- kształtowania w dzieciach zrozumienia procesu projektowania i realizacji  budowli
- oraz docenienie tradycji architektonicznych.

Cele jakie stawia przed sobą nasz program to rozwijanie u dzieci wrażliwości estetycznej, promowanie świadomości społecznej, rozbudzanie ciekawości poznawczej dzieci, propagowanie twórczego myślenia, nabywanie kompetencji językowych i komunikacyjnych poprzez poszerzanie słownictwa w zakresie dotyczącym architektury.

### Bardzo Młoda Kultura[19]
Celem wieloletniego programu realizowanego w ramach Paktu dla Kultury przez Narodowe Centrum Kultury jest budowanie systemowych rozwiązań wzmacniających stymulowanie kreatywności i edukacji kulturowej przez 16 podmiotów wyłonionych w drodze konkursu – po jednym z każdego województwa. Do ich zadań należy:
- identyfikacja instytucji i organizacji zajmujących się edukacją kulturową w regionie oraz opis zasobów i ograniczeń dla rozwijania praktyk w zakresie edukacji kulturowej i artystycznej w regionie;
- prowadzenie działalności szkoleniowej, wzmacniającej kompetencje edukatorów i nauczycieli oraz rozwijanie systemów i źródeł informacji z których będą mogli korzystać poszukujący wartościowych inicjatyw i aktywności w zakresie edukacji kulturowej i artystycznej;
- przygotowywanie otwartych konkursów, poprzez które finansowane będą w ramach województwa przedsięwzięcia edukacyjne realizowane wspólnie przez instytucje i organizacje reprezentujące oświatę i kulturę;
- tworzenie sieci współpracy pomiędzy osobami zatrudnionymi w instytucjach i organizacjach kulturalnych i oświatowych oraz przedstawicielami organizacji pozarządowych.

Każdy z wnioskodawców będzie mógł ubiegać się o dotację w wysokości od 300 do 900 tysięcy złotych na trzyletni okres realizacji programu, a także wsparcie organizacyjne i merytoryczne od powołanego przez NCK zespołu zajmującego się obsługą programu. W ramach programu odbywają się doroczne spotkania wszystkich beneficjentów, w trakcie których dzielą się doświadczeniami i poszukują wspólnie rozwiązań.

## Nagrody
W 2021 r. Narodowe Centrum Kultury zostało uhonorowane przez ministrów kultury Czech, Słowacji, Węgier i Polski Nagrodą Wyszehradzką za organizację Międzynarodowego Festiwalu Muzyki Europy Środkowo-Wschodniej Eufonie. NCK jest też laureatem Złotego BohaterONa 2021 za popularyzowanie historii XX wieku oraz trzecią marką w Polsce pod względem jakości przekazów medialnych i najsilniejszą marką - liderem sektora kultury w medialnym rankingu Top Marka 2021, który od 2008 r. stanowi  źródło wiedzy na temat rynku i efektywności działań z zakresu public relations.

### Program Stypendialny Ministra KulturyGaude Polonia[22]
Program stypendialny Ministra Kultury, Dziedzictwa Narodowego i Sportu prowadzony przez Narodowe Centrum Kultury przeznaczony dla młodych twórców kultury oraz tłumaczy literatury polskiej z krajów Europy Środkowowschodniej, w pierwszej kolejności z Białorusi i Ukrainy.
Zadaniem programu jest zbudowanie płaszczyzny zrozumienia i dobrych kontaktów na gruncie współpracy kulturalnej pomiędzy Polską a jej bliskimi sąsiadami. Gaude Polonia ma także przybliżyć współczesną kulturę polską oraz doskonalić warsztat twórczy pod opieką uznanych polskich twórców.
Pobyt w Polsce ma umożliwić stypendystom poznanie współczesnej kultury polskiej oraz doskonalenie warsztatu twórczego pod opieką uznanych twórców oraz instytucji w największych i najważniejszych ośrodkach kultury polskiej.
O półroczne stypendium w Polsce mogą ubiegać się twórcy reprezentujący następujące dziedziny:
- film,
- fotografia,
- konserwacja zabytków,
- literatura/przekład,
- muzyka,
- sztuki wizualne,
- teatr,
- krytyka sztuki, teatru i filmu.

### Program StypendialnyMłoda Polska[23]
Program Ministra Kultury, Dziedzictwa Narodowego i Sportu przeznaczony jest dla młodych polskich artystów (do 35 roku życia), którzy mają w swoim dorobku wybitne osiągnięcia w dziedzinie sztuki, którą uprawiają (muzyka, film, fotografia, sztuki wizualne, teatr, taniec, literatura, krytyka artystyczna).
Stypendia mogą być przeznaczone na realizację konkretnych projektów artystycznych, studia za granicą oraz zakup instrumentów.
Stypendia w Programie Młoda Polska przyznawane są w drodze konkursu. Zgodnie z warunkami formalnymi Programu maksymalna kwota stypendium wynosi 50 000 zł brutto. Program jest realizowany od 2004 r.; corocznie wspiera ok. 70 młodych artystów.

## Kampanie społeczne
Narodowe Centrum Kultury organizuje również liczne kampanie społeczne, m.in.:
- Powstanie styczniowe[24],
- Program NCK Solidarność[25],
- Grunwald[26],
- Zaczęło się w Polsce[27],
- Europejski Rok Dialogu Międzykulturowego[28],
- Życie za życie[29],
- 70. rocznica deportacji Polaków na Wschód[30],
- 11 dzielnych ludzi – Święto Niepodległości[31],
- Pamiętam. Katyń 1940[32].